# Martovski festival
Martovski festival (Beogradski festival dokumentarnog i kratkometražnog filma) je je jedan od najstarijih filmskih festivala u Evropi, prvo izdanje festivala bilo je u sklopu Festivala jugoslovenskog filma od 24. do 30. juna 1954. godine u pulskoj Areni. Nakon šest godina, 1960.godine, Festival se seli u Beograd. Pod nazivom Martovski festival premijerno je održan 2004. godine. Grad Beograd je od 2017. godine organizaciju festivala poverava Domu Omladine Beograda koji je danas glavna lokacija održavanja Martovskog festivala.

## Takmičenje
Beogradski festival dokumentarnog i kratkometražnog filma je festival takmičarsko revijalnog karaktera, takmičarski deo podeljen je u nekoliko kategorija:
- Dokumentarni film do 50 minuta
- Dokumentarni film preko 50 minuta
- Kratki igrani film
- Animirani film
- Eksperimentalni film
- Video art

## Nagrađivani
Neki od nagrađivanih reditelja festivala:
- Dušan Makavejev
- Stjepan Zaninović
- Krsto Škanata
- Zlatko Bourek
- Ante Babaja
- Vlatko Gilić
- Krsto Papić
- Stole Popov
- Bato Čengić
- Puriša Đorđević
- Zdravko Randić
- Predrag Golubović
- Petar Lalović
- Dušan Vukotić
- Boštjan Hladnik